# Музей Місяця

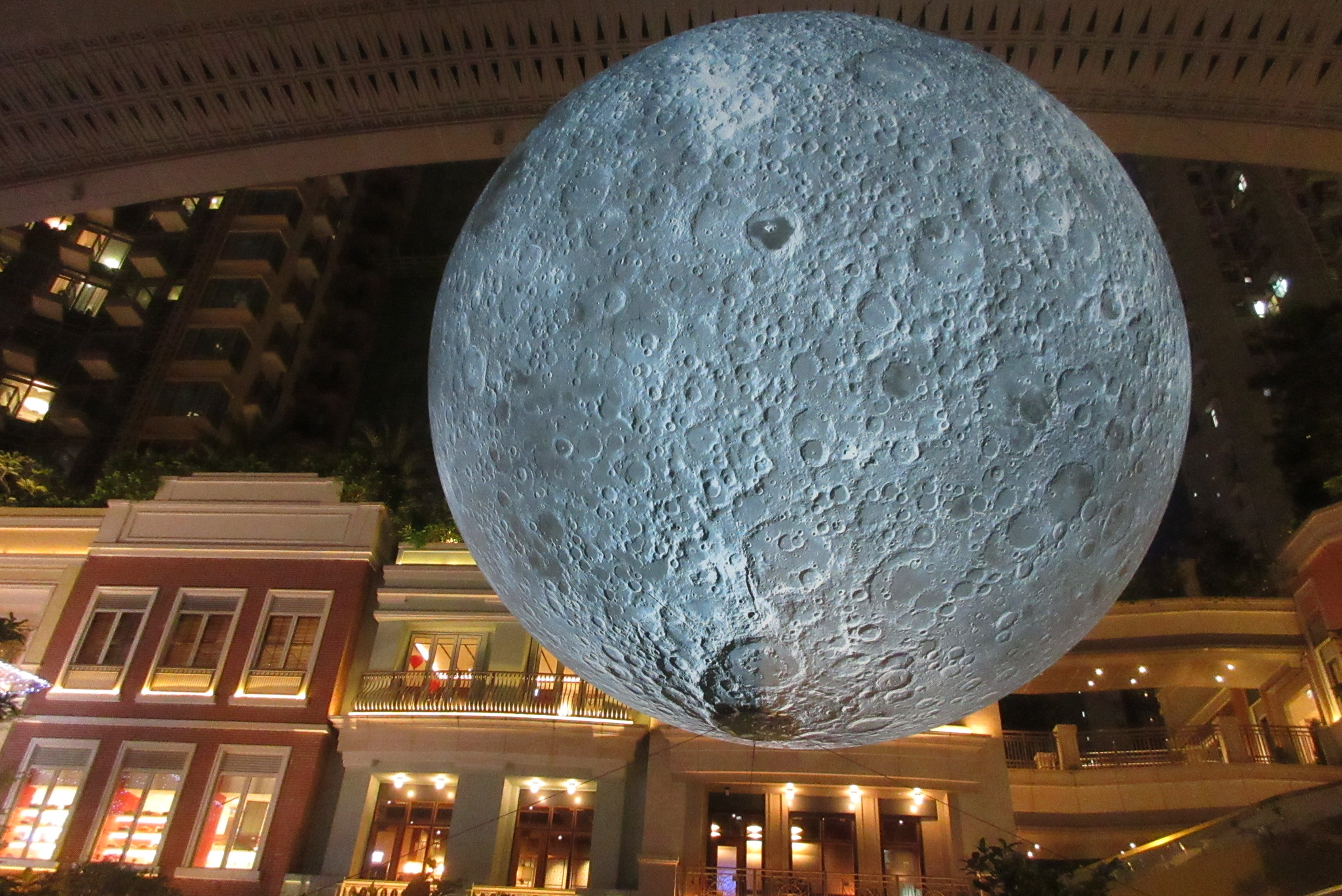
Музей Місяця, виставлений у Гонконзі в 2017 році

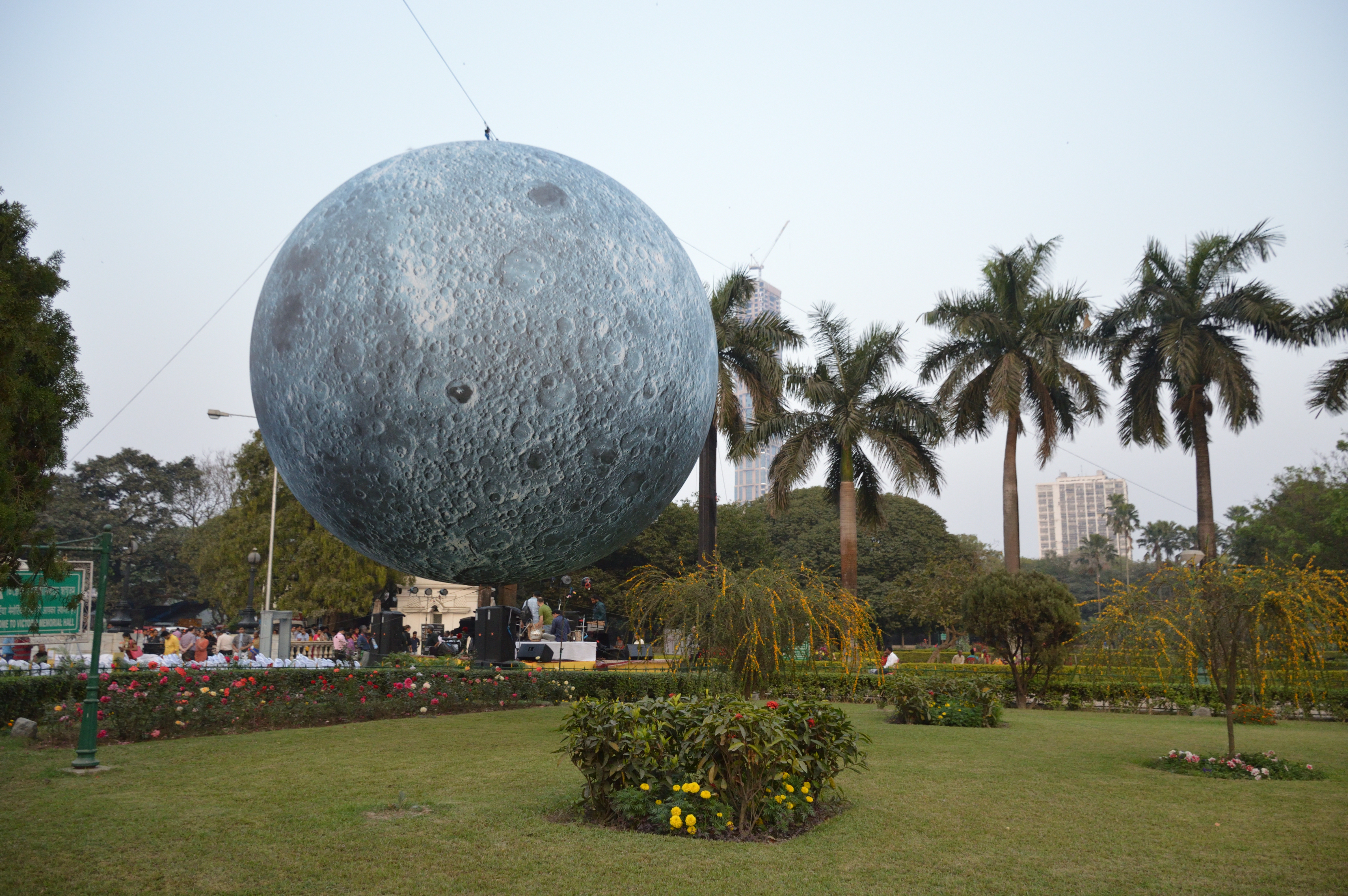
Музей Місяця, виставлений у Колката в 2018 році

Музей Місяця  — це надувна інсталяція представлена у 2016 році Лукою Джерамом. Вона являє собою сферичну модель Місяця діаметром 7 метрів (23 фути) . Декілька її екземплярів подорожують по світу на тимчасові виставки, що часто супроводжуються музикою. Також копії виставляються в музеях Барселони і Сіднею.
Джерам відзначив велику силу припливів, коли жив у Бристолі і саме це надихнуло його на створення інсталяції Місяця. Гелієва куля була виготовлена компанією Cameron Balloons, що спочатку фінансувалась Британською Асоціацією Науково-Дослідних Центрів та Космічним Агентством Великої Британії, з використанням матеріалу ripstop, покритого уретаном  . Поверхня сфери прикрашена зображеннями поверхні Місяця на 120 дюймів від Lunar Reconnaissance Orbiter. Встановлена в темній кімнаті, сфера світиться всередині, створюючи легкий сяйливий ореол. Незважаючи на те, що поверхня аеростата гладка, дрібні деталі зображення створюють враження рельєфної поверхні.
Після шести місяців праці, витвір було вперше виставлено на міжнародній барі Fiesta у Бристолі в червні 2016 року, але внаслідок сильного вітру, він вибухнув через декілька хвилин. Місяць був швидко відремонтований, а оригінальна повітряна куля та її репродукції виставлялися багато разів. У 2018 році Джеррам завершив подібну сферичну модель Землі в масштабі 1 см (0,39 дюйма) до 18 км (11 миль).

## Посиланн
- Чому Місяць, Люк? [Архівовано 15 квітня 2019 у Wayback Machine.], BBC Radio 4, 2 січня 2018
- Чому Місяць, Люк? [Архівовано 15 квітня 2019 у Wayback Machine.], Серйозно…, BBC Radio 4,
- Музей Місяця [Архівовано 8 квітня 2019 у Wayback Machine.], vimeo.com